# Deja Entendu
Deja Entendu è il secondo album discografico in studio del gruppo musicale alternative rock statunitense Brand New, pubblicato nel 2003. 

## Tracce
Testi di Jesse Lacey.
1. Tautou – 1:42
2. Sic Transit Gloria... Glory Fades – 3:06
3. I Will Play My Game Beneath the Spin Light – 3:57
4. Okay I Believe You, but My Tommy Gun Don't – 5:35
5. The Quiet Things That No One Ever Knows – 4:01
6. The Boy Who Blocked His Own Shot – 4:39
7. Jaws Theme Swimming – 4:34
8. Me vs. Maradona vs. Elvis – 5:19
9. Guernica – 3:23
10. Good to Know That If I Ever Need Attention All I Have to Do Is Die – 7:00
11. Play Crack the Sky – 5:27

## Citazioni
- The Quiet Things That No One Never Knows è presente nel videogioco NHL04.